# Huon Valley
Huon Valley är en kommun i Australien. Den ligger i delstaten Tasmanien, i den sydöstra delen av landet, omkring 77 kilometer sydväst om delstatshuvudstaden Hobart. Antalet invånare var 16 199 vid folkräkningen 2016.
Följande samhällen finns i Huon Valley:
- Huonville
- Geeveston
- Cygnet
- Franklin
- Glen Huon
- Dover
- Cradoc
- Grove
- Lucaston
- Ranelagh
- Judbury
- Nicholls Rivulet
- Port Huon
- Pelverata